# Moisè Pontremoli
Moisè Pontremoli (ebraico:מויסה פונטרמולי; Smirne, 29 settembre 1896 – Roma, 17 maggio 1960) è stato un ufficiale, imprenditore e mercante italiano, fondatore dell'Associazione Mutilati Italiani di Alessandria d'Egitto.

## Biografia
Moisè Pontremoli nacque a Smirne (Turchia), ove risiedeva un'importante comunitá ebraica, il 29 settembre 1896 da una famiglia italiana; in seguito si trasferirà in Egitto per oltre cinquantaquattro anni. Probabilmente imparentato con Daniele Pontremoli e Violetta Pontremoli, vittime della Shoah.
Cittadino italiano di religione ebraica prese parte alla prima guerra mondiale rimanendo mutilato alle gambe. Dunque fondò, detenendone la Presidenza fino al 1924, l'Associazione Mutilati Italiani di Alessandria d'Egitto.
Durante la seconda guerra mondiale fu internato dalle Autorità Egiziane per cinque anni (con distruzione delle sue terre) per aver rifiutato di sottoscrivere una dichiarazione contro l'Italia. Si occupò di agricoltura desertica.
In seguito all'arrivo al potere di Nasser (novembre 1956) la sua vita ebbe una brusca mutazione. Inizialmente il Ministro Abdel Hamid Cherif cercò di impossessarsi delle sue aziende agricole e dei 400 ettari di terre (pari a 995 Feddani) in suo possesso ma non vi riuscì, per la cittadinanza italiana detenuta del Pontremoli stesso.
Iniziarono indi una serie di forti ritorsioni: 12 attentati, tentativi di incendiare la casa, breve incarcerazione su falsa denuncia, invii ai Tribunali Militari, occupazione delle sue terre da parte della popolazione locale al fine di creare loro un diritto di occupazione (Wada Yad), pagamento di imposte sette volte superiori a quelle effettivamente dovute. Le persecuzioni durarono otto anni. Chiese dunque un intervento da parte dell'ambasciata italiana al fine di risolvere la situazione discriminatoria.
Dopo le requisizioni di 795 Feddani di terra le Autorità Egiziane per poter completare l'espropiazione delle terre e dei beni posseduti dal Pontremoli sostennero che costui non fosse cittadino italiano bensì francese al fine di approfittare dello stato di guerra che allora (1957) vigeva contro la Francia. Così facendo sarebbe apparsa un'espopriazione nei confronti di un nemico di stato.
Moisè indi per cui si rivolse nuovamente alle autorità diplomatiche italiane, ma l'Ambasciata, ed in particolare il Console Conte Alessandro Murari e l'Ambasciatore Giovanni Fornari non fecero alcunché per difenderlo. A seguito della situazione oramai irreparabile rimpatriò dall'Egitto in data 3 marzo 1962 e da quel momento iniziò una lunga battaglia legale contro il Console, I'Ambasciatore e ogni altro funzionario dell'ambasciata responsabile di non averlo sostenuto. Morì a Roma iI 17 maggio 1969.